# Carini
Carini is een gemeente in de Italiaanse provincie Palermo (regio Sicilië) en telt 28.733 inwoners (31-12-2004). De oppervlakte bedraagt 76,9 km², de bevolkingsdichtheid is 374 inwoners per km².
De volgende frazioni maken deel uit van de gemeente: VillaGrazia di Carini.

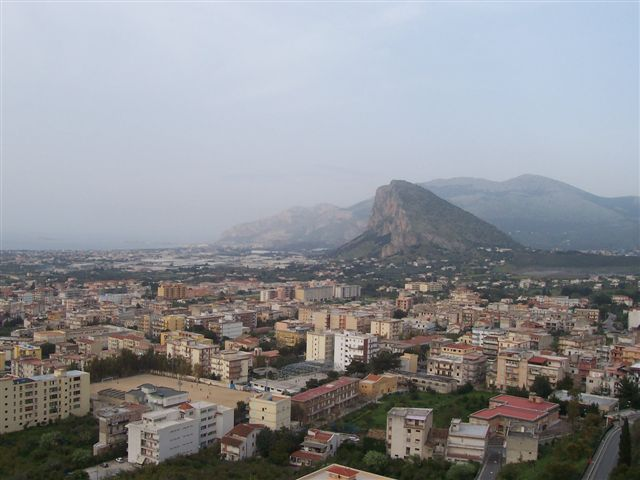
Carini
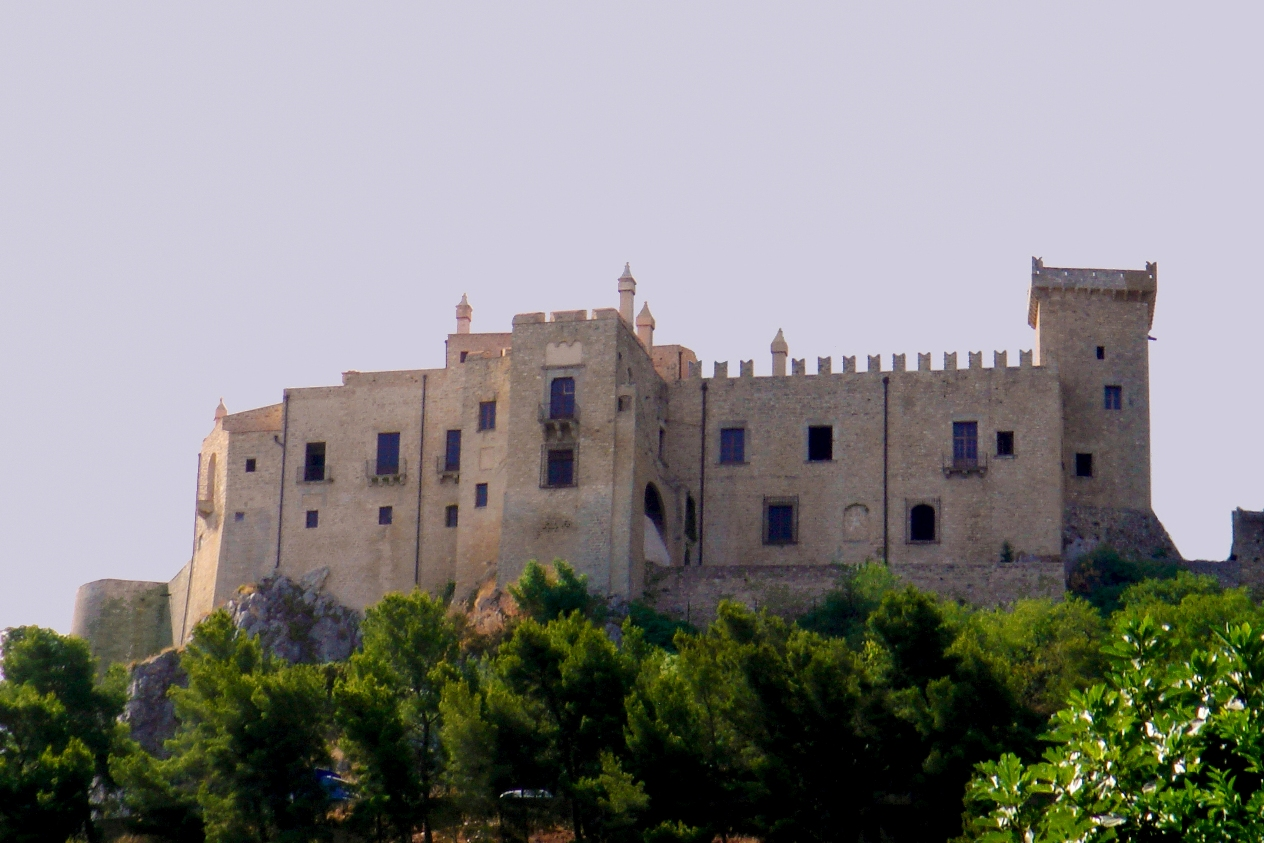
Kasteel La Grua-Talamanca, Carini

## Demografie
Carini telt ongeveer 10170 huishoudens. Het aantal inwoners steeg in de periode 1991-2001 met 22,1% volgens cijfers uit de tienjaarlijkse volkstellingen van ISTAT.
| Jaar | Inwoneraantal |
| ---- | ------------- |
| 1991 | 21.076        |
| 2001 | 25.730        |

## Geografie
De gemeente ligt op ongeveer 170 m boven zeeniveau.
Carini grenst aan de volgende gemeenten: Capaci, Cinisi, Giardinello, Monreale, Montelepre, Partinico, Terrasini, Torretta.